# Маршан, Тодд
Тодд Марша́н (англ. Todd Marchant; род. 12 августа 1973, Буффало, шт. Нью-Йорк, США), — бывший американский хоккеист, нападающий, проведший 17 сезонов в НХЛ.

## Игровая карьера

### Начало карьеры
Маршан начинал свою карьеру в университетских командах. В частности, играл за команду Университета Кларксона в Национальной ассоциации студенческого спорта (NCAA) с 1991 по 1993 годы. В 1993 году он был задрафтован клубом НХЛ «Нью-Йорк Рейнджерс» в седьмом раунде под общим 164-м номером. В сезоне 1993-94 он играл в основном за фарм-клубы «Рейнджерс» и «Эдмонтон Ойлерз», соответственно, «Бингхэмтон Рейнджерс» и «Кейп Бретон Ойлерз», выступающие в АХЛ. Маршан также сыграл в одной игре за «Рейнджерс». Был обменян в «Эдмонтон» на Крейга Мактавиша (в течение двух последних сезонов в «Эдмонтоне» Маршан был одним из немногих хоккеистов НХЛ, кому довелось играть под руководством тренера, на которого в бытность последнего игроком он был обменян).

### «Эдмонтон Ойлерз»
Маршан провел в составе «Эдмонтона» девять полных сезонов (1994 — 2003), в последние несколько сезонов исполняя обязанности помощника капитана. Он был известен как один из наиболее скоростных хоккеистов в НХЛ и использовал свою скорость в основном для оборонительных действий. Ему удалось забросить победную шайбу в овертайме седьмого матча первого раунда плей-офф 1997 года против «Даллас Старз». Он получил передачу от Дуга Уэйта, обошёл споткнувшегося защитника и поразил ворота Энди Муга. Маршан в плей-офф 1997 года забросил 3 шайбы в меньшинстве, что стало лучшим показателем в плей-офф того года и первым за восемь лет случаем, когда кому-то из игроков удавалось забросить 3 шайбы в меньшинстве в плей-офф. Последним на тот момент игроком, кому подобное удавалось, был Уэйн Пресли в плей-офф 1989 года.

### «Коламбус Блю Джэкетс»
Летом 2003 года Маршан подписал контракт с «Коламбус Блю Джэкетс» как неограниченно свободный агент. За «Коламбус» он провел сезон 2003-04 вместе с бывшими партнерами по «Ойлерз» Тайлером Райтом и Люком Ричардсоном.
После окончания сезона Маршан решил отказаться от пункта своего контракта о невозможности обмена, что позволило «Коламбусу» отдать его в «Анахайм Дакс» внутри сделки по обмену Сергея Фёдорова. После получения Фёдорова «Коламбус» выставил Маршана на драфт отказов, чтобы освободить место под потолком зарплат (Маршан стоил «Коламбусу» $2.5 млн в год). «Анахайм» в свою очередь забрал Маршана с драфта отказов 21 ноября 2005 года.

### «Анахайм Дакс»
Маршан начал играть за «Анахайм» со второй половины сезона 2005-06. «Анахайм» смог дойти до финала Западной конференции, где Маршан и Ко. проиграли «Эдмонтон Ойлерз».
После смены названия в сезоне 2006-07 «Анахайм» установил рекорд НХЛ по количеству побед подряд с начала регулярного сезона. Маршан был травмирован в середине сезона, в результате чего пропустил больше 20 матчей. Маршан оправился от травмы и вернул спортивную форму к финалу Западной конференции против «Детройт Ред Уингз», сыграв одну из решающих ролей при игре в меньшинстве. Маршан и «Анахайм» стали обладателями Кубка Стэнли в 2007 году, победив в финале «Оттава Сенаторз».
В первом раунде плей-офф 2008 года Маршан забросил дважды, что не спасло «Анахайм» — команда вылетела в первом раунде, уступив «Далласу».
В регулярном сезоне 2008-09 Маршан забросил 5 шайб, «Анахайм» попал в плей-офф восьмым в своей конференции. Однако, в первом раунде плей-офф «Дакс» смогли огорчить первого сеяного — «Сан-Хосе Шаркс». В третьем овертайме второй игры второго раунда против «Детройта» Маршану удалось забросить победную шайбу. «Детройт» в итоге с трудом одолел «Уток» в семи матчах.
Маршан объявил о завершении карьеры 29 июня 2011 года после 17-ти сезонов в НХЛ. Он продолжает работать в «Анахайме» в качестве одного из менеджеров.

### Сборная США
Маршан был членом сборной США на Олимпиаде 1994 года в Лиллехаммере.

## Личная жизнь
Тодд Маршан с женой Кэролайн имеют четверых детей: дочерей Лиллиан и Эшли и сыновей Тимоти Тодда и Брэдли Дэвида; последний родился 20 апреля 2009 года.

## Достижения
- Обладатель Кубка Стэнли 2007 года в составе «Анахайм Дакс».
- Обладатель наибольшего числа сыгранных матчей среди игроков, выбранных на драфте 1993 года (1195).

## Статистика
| 1991–92     | Университет Кларксона | ECAC        | 32   | 20  | 12  | 32  | 32  | —  | —  | —  | —  | —  |
| 1992–93     | Университет Кларксона | ECAC        | 33   | 18  | 28  | 46  | 38  | —  | —  | —  | —  | —  |
| 1993–94     | Бингхэмтон Рейнджерс  | АХЛ         | 8    | 2   | 7   | 9   | 6   | —  | —  | —  | —  | —  |
| 1993–94     | Нью-Йорк Рейнджерс    | НХЛ         | 1    | 0   | 0   | 0   | 0   | —  | —  | —  | —  | —  |
| 1993–94     | Кейп Бретон Ойлерз    | АХЛ         | 3    | 1   | 4   | 5   | 12  | —  | —  | —  | —  | —  |
| 1993–94     | Эдмонтон Ойлерз       | НХЛ         | 3    | 0   | 1   | 1   | 2   | —  | —  | —  | —  | —  |
| 1994–95     | Кейп Бретон Ойлерз    | АХЛ         | 38   | 22  | 25  | 47  | 25  | —  | —  | —  | —  | —  |
| 1994–95     | Эдмонтон Ойлерз       | НХЛ         | 45   | 13  | 14  | 27  | 32  | —  | —  | —  | —  | —  |
| 1995–96     | Эдмонтон Ойлерз       | НХЛ         | 81   | 19  | 19  | 38  | 66  | —  | —  | —  | —  | —  |
| 1996–97     | Эдмонтон Ойлерз       | НХЛ         | 79   | 14  | 19  | 33  | 44  | 12 | 4  | 2  | 6  | 12 |
| 1997–98     | Эдмонтон Ойлерз       | НХЛ         | 76   | 14  | 21  | 35  | 71  | 12 | 1  | 1  | 2  | 10 |
| 1998–99     | Эдмонтон Ойлерз       | НХЛ         | 82   | 14  | 22  | 36  | 65  | 4  | 1  | 1  | 2  | 12 |
| 1999–00     | Эдмонтон Ойлерз       | НХЛ         | 82   | 17  | 23  | 40  | 70  | 3  | 1  | 0  | 1  | 2  |
| 2000–01     | Эдмонтон Ойлерз       | НХЛ         | 71   | 13  | 26  | 39  | 51  | 6  | 0  | 0  | 0  | 4  |
| 2001–02     | Эдмонтон Ойлерз       | НХЛ         | 82   | 12  | 22  | 34  | 41  | —  | —  | —  | —  | —  |
| 2002–03     | Эдмонтон Ойлерз       | НХЛ         | 77   | 20  | 40  | 60  | 48  | 6  | 0  | 2  | 2  | 2  |
| 2003–04     | Коламбус Блю Джэкетс  | НХЛ         | 77   | 9   | 25  | 34  | 34  | —  | —  | —  | —  | —  |
| 2005–06     | Коламбус Блю Джэкетс  | НХЛ         | 18   | 3   | 6   | 9   | 20  | —  | —  | —  | —  | —  |
| 2005–06     | Майти Дакс оф Анахайм | НХЛ         | 61   | 6   | 19  | 25  | 46  | 16 | 3  | 10 | 13 | 14 |
| 2006–07     | Анахайм Дакс          | НХЛ         | 56   | 8   | 15  | 23  | 44  | 11 | 0  | 3  | 3  | 12 |
| 2007–08     | Анахайм Дакс          | НХЛ         | 75   | 9   | 7   | 16  | 48  | 6  | 2  | 0  | 2  | 0  |
| 2008–09     | Анахайм Дакс          | НХЛ         | 72   | 5   | 13  | 18  | 34  | 13 | 1  | 1  | 2  | 16 |
| 2009–10     | Анахайм Дакс          | НХЛ         | 78   | 9   | 13  | 22  | 32  | —  | —  | —  | —  | —  |
| 2010–11     | Анахайм Дакс          | НХЛ         | 79   | 1   | 7   | 8   | 26  | 6  | 0  | 1  | 1  | 4  |
| Всего в НХЛ | Всего в НХЛ           | Всего в НХЛ | 1195 | 186 | 312 | 498 | 774 | 95 | 13 | 21 | 34 | 88 |

| Год   | Команда | Турнир | Игры | Г | П | Очки | Штраф |
| ----- | ------- | ------ | ---- | - | - | ---- | ----- |
| 1994  | США     | ОИ     | 8    | 1 | 1 | 2    | 6     |
| Всего | Всего   | Всего  | 8    | 1 | 1 | 2    | 6     |